# Опасные умы
«Опасные умы» (англ. Dangerous Minds) — художественный фильм режиссёра Джона Н. Смита, адаптация книги «Моя компания не делает домашних заданий» (англ. My Posse Don’t Do Homework) — автобиографии Луанны Джонсон.
В 1996 году по фильму вышел одноимённый телесериал, который продержался один сезон.

## Сюжет
Луанна Джонсон была замужем и работала в фирме своего мужа. Когда же она развелась, ей пришлось искать работу по специальности. Её друг Хэл устроил её на работу в школу, в которой работает сам. Однако класс, который ей дали, оказался с трудными подростками из неблагополучных семей. В основном это были латиноамериканцы и афроамериканцы. Ранее несколько учителей уже покинули эту должность.
В первый день у Луанны не получается найти общий язык с ребятами. Хэл советует ей попытаться как-нибудь заинтересовать учеников. В следующий раз Луанна рассказывает в классе о своей службе в морской пехоте и показывает приёмы карате. Это привлекает внимание учеников, но не нравится директору, так как не соответствует школьной программе и вообще кто-нибудь может пораниться. Одна из учениц подсказывает Луанне, что главным в классе является Эмилио и, чтобы повлиять на класс, нужно найти подход к нему.
Луанна обучает учеников по программе, но использует в качестве примеров те темы, которые ученикам интересны. Поэзию они начинают изучать по песне Боба Дилана «Mr. Tambourine Man», прежде чем перейти к стихам Дилана Томаса. Поскольку дети считают себя отвергнутыми и брошенными, Луанна поощряет их шоколадными батончиками, а на первый раз ставит всем хорошие отметки, требуя далее эти отметки поддерживать. Однажды Луанна ведёт класс в парк аттракционов, где сама платит за них, что вызывает недовольство школьного начальства.
Луанна пытается помочь некоторым конкретным ученикам, посещая их вне школы. Она хочет вытащить с улиц Рауля и даже ведёт того в ресторан, как победителя конкурса сочинений на тему поэзии. Луанна хочет помочь Келли, умной девочке, которая, однако, беременна и теперь школа хочет перевести её в другое место. Серьёзные проблемы начинаются у Эмилио. Один ученик вернулся из тюрьмы и считает, что Эмилио увёл у него девушку. Он начинает серьёзно угрожать Эмилио. Луанна просит Эмилио переждать опасность у неё и просит обратиться к директору. Директор, однако, даже не слушает Эмилио, так как тот не постучался, прежде чем войти в его кабинет. Позже Эмилио застрелят на улице.
Луанна сообщает ученикам, что приняла решение покинуть школу в конце учебного года. Дети, которые за последнее время к ней очень привязались, просто запрещают ей уходить.

## В ролях
- Мишель Пфайффер — Луанна Джонсон[англ.]
- Джордж Дзундза — Хэл Гриффит
- Кортни Би Вэнс — Джордж Гренди
- Робин Бартлетт — Карла Николс
- Беатрис Уинд — Мэри Бентон
- Джон Невилл — официант
- Лоррейн Туссен — Ирен Робертс
- Реноли Сантьяго — Рауль Санчеро
- Уэйд Домингес — Эмилио Рамирес
- Бруклин Харрис — Келли Робертс
- Марселло Тедфорд — Корнелиус Бейтс
- Паула Гарсес — Альвина
- Иван Сергей — Уэро

## Музыка
В качестве саундтрека к фильму использовался сингл рэпера Кулио «Gangsta’s Paradise».

## Награды и номинации
Золотой экран, 1996 год
- Награда — Золотой экран

Blockbuster Entertainment Awards, 1996 год
- Награда — Любимая актриса — Драма (Мишель Пфайффер)

Американское общество композиторов, авторов и издателей, 1996 год
- Награда — Лучшие кассовые сборы (Лиза Коулмэн)
- Награда — Лучшие кассовые сборы (Уэнди Мелвойн)

MTV Movie Awards, 1996 год
- Номинация — Лучший фильм
- Номинация — Лучшая женская роль (Мишель Пфайффер)
- Номинация — Самая желанная женщина (Мишель Пфайффер)
- Номинация — Лучшая песня (Кулио, песня «Gangsta’s Paradise»)

NAACP Image Award, 1996 год
- Номинация — Лучший саундтрек (MCA Records)

Американское общество композиторов, авторов и издателей, 1997 год
- Номинация — Лучшие исполнители песни (Кулио, Стиви Уандер)